# Robert Eude
Robert Eude, né le 6 août 1899 à Déville-lès-Rouen, et mort le 22 décembre 1965 à Rouen, est un historien français.

## Biographie
Élève de l'école communale de Déville, il termine ses études primaires avec le prix d'honneur en 1912 et est placé au Comptoir d'escompte de Rouen. Il entre ensuite aux Anciennes Mutuelles à Rouen où il devient chef de service. Il se fixe à Rouen en 1926.
Il est candidat aux élections municipales de Rouen en 1935 sur la liste républicaine d'Union nationale et de défense des intérêts municipaux conduite par René Morin.
Il a fait partie de nombreuses associations et sociétés rouennaises, dont :
- Académie des sciences, belles-lettres et arts de Rouen[2]. Admis en 1953, président jusqu’à sa mort en 1965.
- Photo-Club Rouennais[3], société rouennaise consacrée à l’art photographique depuis 1891. Il a été secrétaire du Photo-club rouennais de 1932 à 1964.
- Amis du Théâtre des Arts de Rouen. Président-fondateur de cette association créée après guerre dans le but initial d'œuvrer à la reconstruction du théâtre détruit.
- Société libre d'émulation de la Seine-Inférieure. Président de 1944 à 1947.
- Union paroissiale de Déville. Président.
- Amitiés belgo-normandes. Président en 1957.
- commission départementale des antiquités de la Seine-Inférieure en 1947.

Cet historien amateur a également réalisé l’histoire de la commune de Déville-lès-Rouen et dessiné son blason. Une rue y porte aujourd’hui son nom.
Il a également rédigé plusieurs ouvrages sur la vie locale et participé à plusieurs revues.

## Publications
- L'Église et la paroisse de Saint-Ouen de Rouen pendant la période révolutionnaire (1789-1802), 1939.
- « L'enfance qui chante », L'Illustration, 21 novembre 1942.
- Le Conseil général de La Seine Inférieure. Ses origines. Son évolution. Ses membres, Société libre d'émulation de la Seine-Inférieure, 1942.
- Les Préfets de la Seine Inférieure, Rouen, éd. Lainé, 1946 (BNF 32085428)
- Église de Déville-lès-Rouen, Rouen, éd. Lainé, 1946 (BNF 32085425)
- Les Maires de Rouen (1800-1950) – Étude historique et biographique, Dieppe, imp. Dieppoise, 1950 (BNF 36274596) (voir Liste des maires de Rouen)
- Les Archevêques de Rouen depuis le concordat de 1802, 1954.
- « Histoire religieuse du Diocèse de Rouen au XIXe siècle », Études normandes  (ISSN 0014-2158), 1954, 1956.
- Un prélat d'Ancien Régime. Mgr François de Pierre de Bernis, archevêque de Rouen (1819-1823), Imprimerie nationale, 1956.
- « Le séjour de Flaubert à Déville-lès-Rouen », Les Amis de Flaubert, no 17, 1960, p. 11-15.
- Petite histoire du Théâtre des Arts de Rouen, Rouen, IMRO, 1963, 108 p. (OCLC 494552179)
- « Les Origines de la photographie et ses développements à Rouen », Précis analytique des travaux de l'Académie des sciences, belles-lettres et arts de Rouen pendant l'année 1963, 1964, p. 29-46.

## Distinctions
- Palmes d'or de l'ordre de la Couronne
- Officier de l'ordre des Palmes académiques